# Флаундер (швабра)

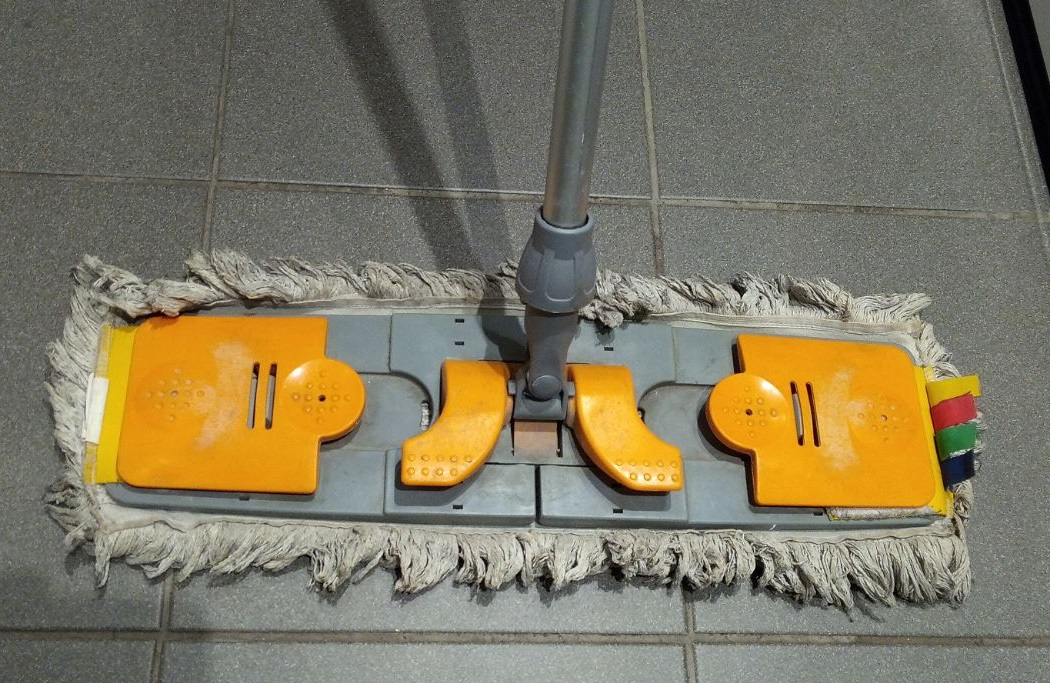
Моп, закріплений на флаундері; кріплення затисками

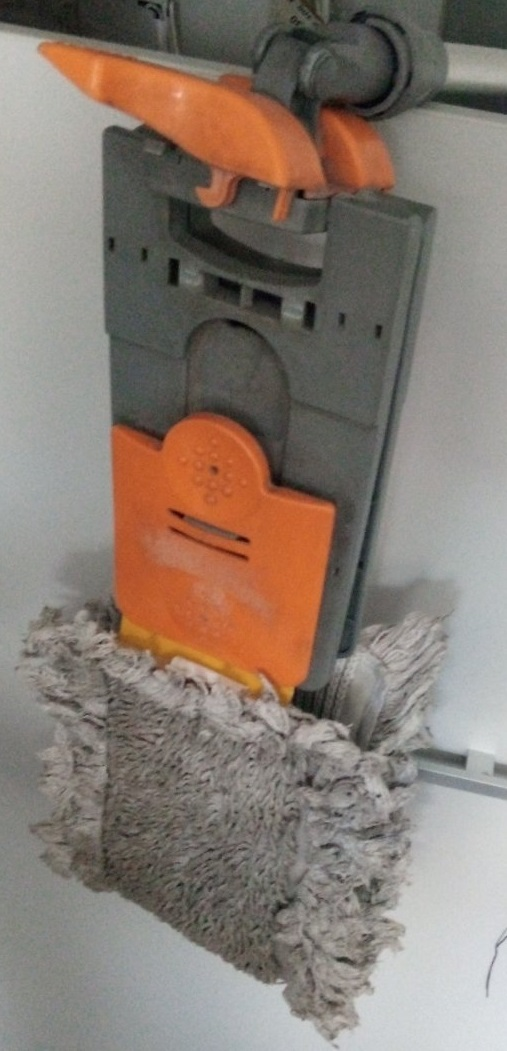
Флаундер, складений для відтискання вологи із мопа

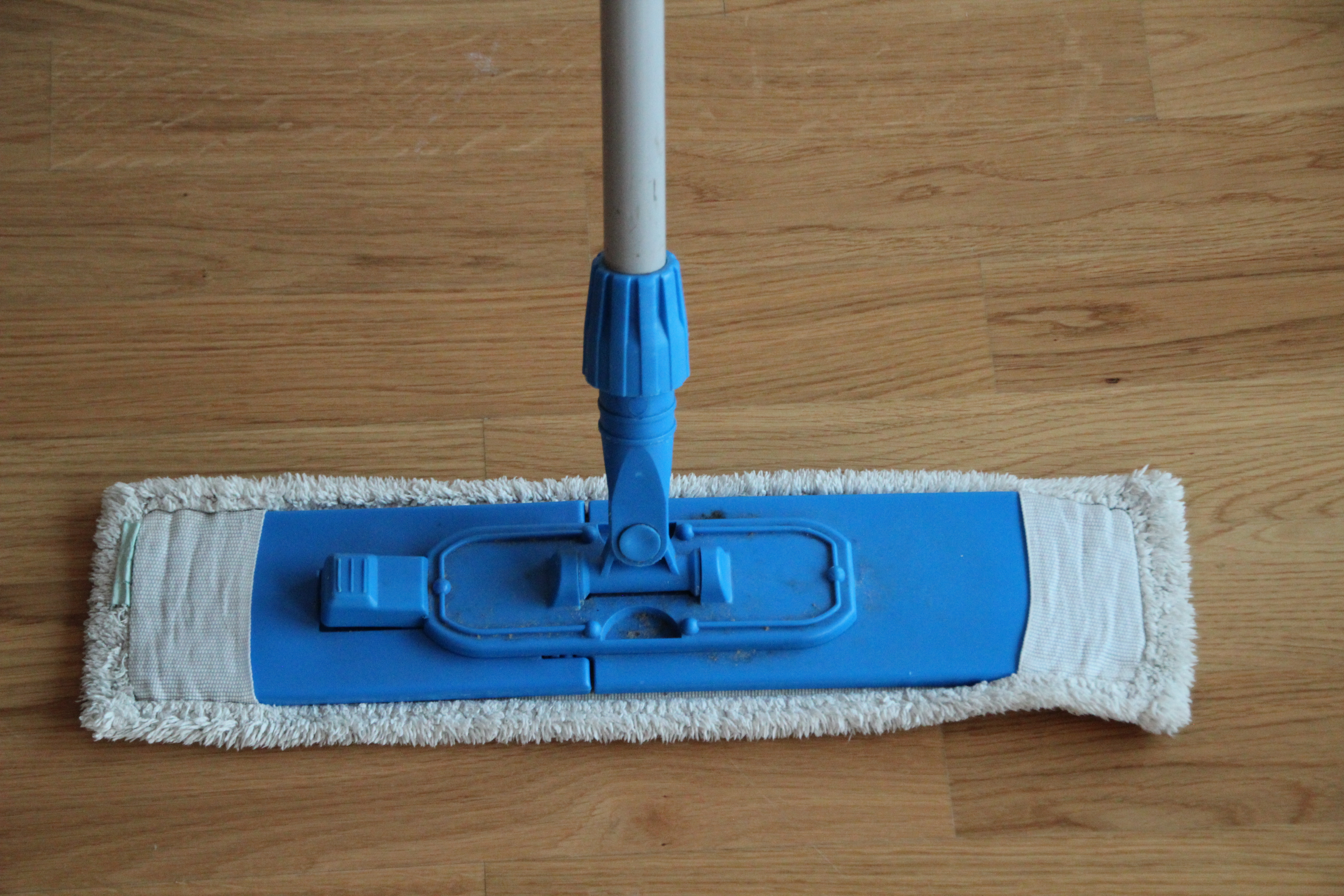
Кріплення за "кишеньки". На фото добре видно обидві осі обертання насадки.

Флаундер — універсальний швидкорозбірний зажим, насадка, що утримує безпосередньо моп, для сучасної швабри. На кожен флаундер надівається свій моп, що не потребує в процесі прибирання постійного знімання; конструкція дозволяє відтискувати брудну воду і полоскати моп при складеному положенні флаундера. Іноді флаундером називають всю швабру, що використовує такий зажим, в цілому, але, у вузькому сенсі, швабра складається із флаундера (зажима) і ручки (зустрічається також назва кий алюмінієвий) до нього.

## Походження назви
Флаундер — назва риб, що відносяться до сімейства камбалових.
Оскільки флаундер, як затискач, в робочому стані являє собою плоску поверхню, що ковзає, огинаючи поверхню підлоги,— це нагадує рух камбали над морським дном, звідки схожість і походження назви інструменту .

## Призначення
Флаундер   призначений для вологого прибирання підлоги на невеликих площах. Підходить для мопів із кишенями, застібками (певні флаундери утримують відповідні мопи). Конструкція флаундера дозволяє максимально легко та швидко скласти і відтиснути моп, після чого виріб легко повертається до робочого положення за допомогою всього одного руху (як правило, фіксації ногою клінера; чи, навпаки: розфіксування здійснюється ногою, а в робоче положення інструмент приводиться натисканням до клацання на підлогу).

## Особливості конструкції
- Моп є незмінним атрибутом насадки типу флаундер. Це те ж саме, що ганчірка для звичайної швабри, тільки набагато більше продумана конструктивно і осучаснена, що і надає більшість переваг у роботі [2]
- Розміри від 40х10 до 60х20 см.
- Вага від 0,4 до 2,0 кг
- Кріплення флаундера дозволяє насадці обертатися у двох перпендикулярних площинах, що дозволяє максимальне притискання усієї поверхні інструменту до поверхні підлоги навіть при різних змінах кутів нахилу ручки, наприклад, при протиранні пилу під меблями.
- Тип кріплення мопа –  за кишені, які можуть бути пришитими чи обладнаними застібками різних конструкцій, наприклад, на липучках, на кнопках, накидні кільця через карабінчики, тощо; затискачами за спеціальні хлястики.
- Спеціальний фіксатор забезпечує максимальне притискання до поверхні, що обробляється, а також дозволяє утримувати моп, поки флаундер знаходиться в складеному положенні для віджимання.
- Затискне кільце біля основи виконується, як правило, цангового типу із поперечним фіксатором, щоб флаундер не обертався на ручці в процесі роботи, що дозволяє застосовувати в комплекті з ним різні за конструкцією, у тому числі, і телескопічні палиці.

## Переваги
- На відміну від класичної швабри, що являє собою дерев'яну Т-подібну конструкцію, при використанні мопа із флаундером,— в руки його потрібно брати лише при надіванні на флаундер, і при зніманні для ручного прання після завершення прибирання. Відтискування вологи, полоскання в процесі прибирання працівник здійснює без знімання мопа з флаундера, використовуючи спеціальні пристосування (відра, возики [3]) для віджимання.
- Кріплення конструктивно виконані так, що дозволяють надійно утримувати моп на флаундері (ганчірку часто доводиться поправляти руками), а матеріали, з яких виготовляється моп, дозволяють витримувати багато циклів прання (залежно від використаних засобів для прання виробники гарантують цілісність своїх виробів до 1000 циклів прання).
- Шарнірне кріплення флаундера до ручки в процесі прибирання дозволяє максимально щільно і по всій поверхні притискати моп до поверхні і, як наслідок, ретельно видаляти пил і бруд.
- Не набули великого поширення, хоча існують флаундери і мопи для них трикутної форми, що дозволяє прибирати в кутках приміщень, куди обмежено чи майже неможливий  доступ прямокутних інструментів.